# Nguyễn Văn Hợp
Nguyễn Văn Hợp – wietnamski zapaśnik walczący w stylu wolnym. 
Zajął dziewiąte miejsce na mistrzostwach Azji w 2005. Złoty medalista igrzysk Azji Południowo-Wschodniej w 2005 roku.